# VfL Germania 1894 Frankfurt
VfL Germania 1894 Frankfurt is een Duitse voetbalclub uit de stad Frankfurt am Main. 

## Geschiedenis
In 1933 fuseerde VfL Sachsenhausen 03 onder druk van de nazi's met Frankfurter FC Germania 1894, de oudste club van de stad en nam zo de naam VfL Germania 1894 aan. 
In 1940 promoveerde de club naar de Gauliga Südwest-Mainhessen, maar na één seizoen degradeerde Germania uit de hoogste klasse.
Na de Tweede Wereldoorlog werden alle organisaties in Duitsland ontbonden en midden 1945 mochten de clubs heropgericht worden. 1. FC Germania Frankfurt 1894 was de eerste club in de Amerikaanse bezettingszone die zijn licentie terugkreeg. In 1946/47 speelde de club in de Landesliga Hessen, de tweede klasse, maar degradeerde na één seizoen. In 1947 namen ze opnieuw de naam VfL Germania 1894 aan omdat ze weer meerdere sportafdelingen aan de club toevoegden. Hierna verdween de club lange tijd in de anonimiteit en speelde in de regionale reeksen. In 1993 promoveerde de club naar de Landesliga Hessen, toen nog de vierde klasse, inmiddels de zesde, en speelde daar vier seizoenen.